# Nord-du-Québec
Nord-du-Québec és la major regió administrativa del Quebec (Canadà). Amb els seus 839.000 km², dels quals 121.000 km² corresponen a llacs i rius, la regió representa el 55% del territori quebequès, però només el 0,5% de la població del Quebec hi viu (unes 40.000 persones). Els crees i els esquimals constitueixen la majoria de la població.

## Geografia física
La regió limita a l'oest amb les badies de Hudson i James, al nord amb l'estret de Hudson i la badia d'Ungava, al nord-oest amb el Labrador, i al sud i sud-est amb les regions administratives quebequeses d'Abitibi-Témiscamingue, Mauricie, Saguenay-Lac-Saint-Jean i Côte-Nord

## Història
La regió Nord-du-Québec formava part de la Terra de Rupert de la Companyia de la Badia de Hudson fins al 1870, quan va ser transferida al nou Dominion del Canadà per les autoritats britàniques. El 1898, el Parlament del Canadà va fixar la frontera septentrional del Quebec al mig del riu Eastmain, prop del paral·lel 52. El 1912, el districte d'Ungava, que comprenia tot el territori al nord del riu Eastmain, va ser cedit al Quebec pel Parlament canadenc. La frontera entre el Quebec i la colònia de Terranova va ser fixada pel Comitè Judicial del Consell Privat de Londres el 1927, però el govern quebequès no considera aquesta decisió com definitiva quant a la frontera de la regió de la Côte-Nord.
La part del territori transferit que es troba al nord del paral·lel 49 era conegut, fins al 1987, com el Nou Quebec. Quant al territori al sud del paral·lel 49, va pertànyer a les autoritats municipals d'Abitibi i de la Vallée-de-l'Or durant la primera meitat del segle xx.
L'organització política de la regió Nord-du-Québec va ser profundament modificada entre 1976 i 1984 per adequar-la a la Convenció de la Badia James i del Nord quebequès, signada el novembre de 1975 pels representants inuits i crees d'una part, i els governs del Quebec i del Canadà de l'altra.

## Administració
Nord-du-Québec es divideix en dues regions distintes. Al nord del paral·lel 55 hom troba Nunavik, cobert per la tundra i la taigà. Nunavik està majoritàriament poblat per esquimals, que viuen en els 14 pobles nòrdics situats al llarg de la costa. Nunavik és administrat per l'Administració Regional Kativik (ARK), excepció feta del poble cree de Whapmagoostui, el qual forma part de l'Administració Regional Cree.
La part meridional, anomenada Jamésie, s'estén de la badia James fins als monts Otish a l'est. Aquest territori, principalment cobert per boscos boreals, el comparteixen la nació cree i els Jamésiens no-autòctons. La seva administració és compartida per l'Administració Regional Cree, que agrupa els 9 pobles crees de Nord-du-Québec, i les cinc municipalitats de Jamésie. La municipalitat de la Badia James i l'Administració Regional Cree assumeixen certes funcions d'una municipalitat regional de comtat.

## Demografia
A la regió Nord-du-Québec hom troba 14 pobles nòrdics (10.000 habitants), 9 pobles crees (14.000 habitants) i 5 municipalitats (17.000 habitants).
- Població: 40.246 (2005)
- Superfície: 839.000 km²
- Densitat: 0,1 hab./km²
- Taxa de natalitat: 19,9‰ (2005)
- Taxa de mortalitat: 4,4‰ (2005)

Font: Institut de la statistique du Québec Arxivat 2011-02-16 a Wayback Machine.